# Bellavi, Malur
Bellavi là một làng thuộc tehsil Malur, huyện Kolar, bang Karnataka, Ấn Độ.